# Pedro Olea
Pedro Olea (Bilbao, 30 giugno 1938) è un regista e sceneggiatore spagnolo.

## Biografia
Nel 1993 il suo film Il maestro di scherma è stato candidato al Premio Goya per il miglior film.

## Filmografia parziale
- Días de viejo color (1968)
- El bosque del lobo (1971)
- La casa sin fronteras (1972)
- Il chiodo nel cervello (No es bueno que el hombre esté solo) (1973)
- Tormento (1974)
- Pim, pam, pum... ¡fuego! (1975)
- La Corea (1976)
- Un hombre llamado Flor de Otoño (1978)
- Akelarre (1984)
- Bandiera nera (Bandera negra) (1986)
- La leyenda del cura de Bargota (1990)
- Il giorno in cui sono nato (El día que nací yo) (1991)
- Il maestro di scherma (El maestro de esgrima) (1992)
- Morirai a Chafarinas (Morirás en Chafarinas) (1995)
- Más allá del jardín (1997)
- Tiempo de tormenta (2003)
- ¡Hay motivo! (segmento "Se vende colegio") (2004)